# 奥克·安德松 (1918年)
奥克·安德松（瑞典語：Åke Andersson，1918年6月8日—1982年5月11日），瑞典男子足球、冰球运动员。他曾代表瑞典国家队参加1948年和1952年冬季奥林匹克运动会冰球比赛，获得一枚铜牌。